# Сан-Базіліо
Сан-Базіліо (італ. San Basilio, сард. Santu 'Asili) — муніципалітет в Італії, у регіоні Сардинія,  провінція Кальярі.
Сан-Базіліо розташований на відстані близько 390 км на південний захід від Рима, 36 км на північ від Кальярі.
Населення — 1260 осіб (2014).

## Демографія
Населення за роками:

Станом на 1 січня 2023 року в муніципалітеті офіційно проживало 10 іноземців з 7 країн, серед них 4 громадяни країн Євросоюзу та 1 громадянин України.

## Сусідні муніципалітети
- Гоні
- Сан-Ніколо-Джерреї
- Сант'Андреа-Фрьюс
- Сенорбі
- Сізіні
- Сільюс
- Сьюргус-Донігала